# 塞居河畔朗代尔鲁埃
塞居河畔朗代尔鲁埃（法語：Landerrouet-sur-Ségur）是法国吉伦特省的一个市镇，属于朗贡区（Langon）蒙塞居县（Monségur）。该市镇总面积3.14平方公里，2009年时的人口为122人。

## 人口
塞居河畔朗代尔鲁埃人口变化图示